# John Ogonowski
John Alexander Ogonowski, ameriški pilot in kmetijski aktivist * 24. februar 1951 Lowell, Massachusetts, ZDA † 11. september 2001 Let 11 American Airlines, World Trade Center, New York, ZDA.
Ogonowski je bil v imenu kmetijstva v Massachusettsu vodilni zagovornik, zlasti pri pomoči priseljenim kmetom iz Kambodže, ki jim je pomagal v okviru projekta New Entry Sustainable Farming Project. Bil je pilot letala American 11, ki so ga teroristi ugrabili in zapleljali v Severni stolp World Trade Centra v okviru napadov 11. septembra 2001.

## Biografija
John Ogonowski se je rodil 24. februarja 1951 v Lowellu v Massachusettsu, kjer je tudi odraščal. Obiskoval je šolo St. Stanislaus, Keith Academy v Lowellu. Obiskoval je tehnološki inštitut Lowell (danes Univerza v Massachusettsu Lowell), kjer je bil član bratstva Pi Lambda Phi. Leta 1972 je opravil diplomo iz jedrskega inženirstva. 
Ogonowski je bil med vojno v Vietnamu pilot v ameriških letalskih silah, dodeljen letalski bazi Charleston v Južni Karolini, ki je prevažal opremo v Azijo in včasih prevažal trupla umrlih v transportnih letalih C-141. Po opravljanju službe je pod častnimi pogoji odstopil od svoje službe in se ločil od vojske s činom stotnika. 
Ogonowski je postal komercialni pilot leta 1978. 23 let je letel z letali za družbo American Airlines in bil član zveze zavezniških pilotov. Ogonowski se je letalskemu podjetju pridružil kot inženir letenja, potem ko je služil v letalskih silah med vietnamsko vojno, ko je letel s transportnimi letali C-141 naprej in nazaj čez Pacifik. Nekateri njegovi povratni leti so nosili krste z zastavo. 
Med svojo komercialno pilotsko kariero je spoznal stevardeso Margaret, ki je imela vzdevek "Peggy", s katero se je kasneje poročil in imel tri hčerke. 
Ogonowski je bil tudi navdušen kmet, ki je z zveznim programom omejevanja ohranjanja kmetijstva zavaroval 150 hektarjev kmetijskih zemljišč na cesti Marsh Hill v Drakutu. Skrbel je za seno, koruzo, buče, borovnice in breskve. Bil je vodilni zagovornik kmetijstva v Massachusettsu, zlasti pri pomoči priseljenim kmetom iz Kambodže. 

### Napadi 11. septembra
Zgodaj zjutraj 11. septembra 2001 se je Ogonowski še pred zoro zbudil in odšel v sosednjo sobo, ne da bi prebudil svojo ženo Maragert ali njihovih treh hčerk. Oblekel je svojo uniformo in med spanjem poljubil Maragert. Ko je všlo sonce, je stopil skozi zadnja vrata in odšel iz hiše. Usedel se je v svoj umazani zeleni tovornjak Chevy s senom na tleh in nalepko na odbijaču, na kateri je pisalo "NI KMETIJ BREZ KMETOV". Zapeljal je po vijugasti poti, ko je zapustil deželo, ki jo je imel rad. Videl je parcele, ki jih je namenil kamboškim priseljencem, plus pet hektarjev zorjenih buč in deset hektarjev krmne koruze, katerih stebla bi prodali kot okras za noč čarovnic in zahvalni dan. John je nato zapeljal po dolgem umazanem dovozu skozi bela lesena vrata, ki so kmetiji dala ime. Šel je mimo hiše svojega strica Ala in v obrednem družinskem pozdravu potrobil na rog. Ura je bila takrat skoraj šest. Ogonowski se je odpeljal proti jugovzhodu proti letališču Boston's Logan. Medtem, ko je čakal potnike, je sedel v pilotski kabini in bral. Pričakoval je, da bo pred vikendom na družinskem pikniku.
Ob 7:59 je Ogonowski z letalom Let 11 American Airlines, na katerem je bilo 92 ljudi, odletel iz letališča Boston's Logar s ciljem v Los Angelesu. Njega in njegovega kopilota Thomasa McGuinnessa so ob 8:14 napadli teroristi Al Kaide, ki so vdrli v njuno kabino, medtem, ko sta pilota malo pred tem govorila s kontrolo na letališču. Teroristi so Ogonowskega in McGuinnessa zabodli in ju vrgli iz kabine ter prevzeli nadzor nad letalom. Nekaj sekund pred 8:18 so kontrolorji letenja v centru na Bostonskem letališču zaslišali kratek, neznan zvok na radijski frekvenci, ki se je odvajala iz letala. Niso vedeli, od kod prihaja, in niso mogli biti prepričani, vendar je morda zvenelo kot krik. Letalo American 11 so teroristi pozneje zapeljali v Severni stolp World Trade Centra kot del terorističnih napadov tega dne, pri tem pa je umrlo vseh 92 ljudi na krovu. 

## Zapuščina
Ogonowski je leta 2002 skupaj s stevardesami Betty Ong in Madeline Amy Sweeney posmrtno prvič prejel nagrado Madeline Amy Sweeney za civilni pogum. Njegovo ime je napisano na spominski plošči v nacionalnem spominskem parku 11. septembra.